# Palorchestes
Palorchestes bezeichnet eine Gattung ausgestorbener Beuteltiere Australiens. Die letzte überlebende Art Palorchestes azael erreichte die Größe eines Rindes und überlebte bis ins Spätpleistozän. Aufgrund eines vermuteten Rüssels werden die Tiere bisweilen auch als Beuteltapire bezeichnet.

## Merkmale
Die Arten von Palorchestes erreichten ein Körpergewicht von 370 bis 1410 kg, möglicherweise wog das besonders große Palorchestes azael auch bis zu 2060 kg. Die Tiere besaßen verlängerte, klauenbewehrte Vorderbeine, während die Hinterbeine relativ schwach entwickelt waren aber ebenfalls Klauen trugen. Ein gut erhaltener Schädelfund der Art Palorchestes painei (tapirähnliches Beuteltier) deutet darauf hin, dass zumindest diese Art einen Rüssel hatte. Da die pleistozäne Art Palorchestes azael in anderen morphologischen Aspekten sehr ähnlich war, von dieser jedoch kein so gut erhaltener Schädel vorliegt, nimmt man an, dass auch diese Art einen Rüssel besessen haben könnte. Der Unterkieferbau aller Palorchestes-Arten deutet darüber hinaus darauf hin, dass die Tiere eine lange Zunge, ähnlich wie heutige Giraffen, hatten. Die Zähne waren hochkronig und komplex, was auf faserreiche Kost, beispielsweise Rinde, hinweist. Die kräftigen Vorderbeine könnten dazu gedient haben, Rinde von Bäumen zu reißen oder Wurzeln auszugraben. Rekonstruktionen des Bewegungsapparates geben zur Vermutung Anlass, dass sich die Tiere auf den Hinterbeinen aufrichten konnten. Möglicherweise unterstützte dabei ein kräftiger Schwanz die Körperhaltung. Die Vorderfüße waren dann frei, um Zweige und Blätter abzuzupfen.

## Arten
- Palorchestes azael (Pleistozän)
- Palorchestes parvus (Frühes Pliozän)
- Palorchestes selestiae (Frühes Pliozän)
- Palorchestes painei (Spätes Miozän)
- Palorchestes anulus (Mittleres Miozän)

Ein wahrscheinlicher Vorläufer von Palorchestes war die Gattung Propalorchestes aus dem späten Oligozän bis Mittel-Miozän, die ebenfalls zur Familie der Palorchestidae zählte.